# Савез хокеја на леду Мађарске
Савез хокеја на леду Мађарске (МЈС) (мађ. Magyar Jégkorong Szövetség) кровна је спортска организација задужена за професионални и аматерски хокеј на леду и инлајн хокеј на подручју Мађарске. 
Савез је пуноправни члан Међународне хокејашке федерације (ИИХФ од 24. јануара 1927. године) и националног олимпијског комитета Мађарске. 
Седиште Савеза налази се у главном граду земље Будимпешти.

## Историја
Већ почетком прошлог века у Мађарској (првенствено у Будимпешти) почиње да се игра хокеј са лоптом (или бенди). Прва екипа у бендију основана је 1905, а већ две године касније одиграна је и прва утакмица. Касније су се редовно одржавали турнири у овом спорту уз учешће екипа Будимпеште, Беча, Прага и Берлина. 
Хокеј на леду у Мађарској почиње да се игра по завршетку Првог светског рата. Први терен за хокеј на леду са вештачким ледом отворен је у Будимпешти 1926. године (Варошлигет стадион на отвореном). Важну улогу у развоју хокеја у земљи одиграла је екипа БКЕ из Будимпеште која је још у децембру 1925. одиграла и први међународни меч. Хокејаши БКЕ на домаћем леду играли су са екипом Беча (и изгубили са 0:1). 
Златни период мађарског хокеја биле су тридесете године прошлог века, и био је то период када су репрезентативне селекције ове земље биле у врху европског хокеја. Међутим велики проблем представљао је недостатак више игралишта са вештачким ледом у земљи и затворени терени, пошто су кратке и оштре зиме онемогућавале интензивнији развој овог спорта на отвореноме.

## Такмичења
Први национални шампионат у организацији СХЛМ одржан је 1937. године. Систем такмичења и број клубова учесника мењао се из године у годину. Данас бројне мађарске екипе учествују у разним међународним такмичењима. 
Сениорска репрезентација је први службени меч одиграла 24. јануара 1927. на Европском првенству у Бечу против селекције домаћина Аустрије и изгубила са 0:6. На том такмичењу селекција Мађарске је забележила свих 5 пораза и тако заузела последње место. На светским првенствима се такмиче од 1930, а највећи успех било је 5. место на СП 1937. године. репрезентација је три пута учествовала и на Олимпијским играма (последњи пут давне 1964). 
Женска репрезентација се на међународној сцени такмичи од 1999. и дебитантског меча са селекцијом Јужноафричке Републике (који су Мађарице добиле са 6:0). 
На међународним такмичењима учествују и млађе узрасне селекције (до 18 и 20 година) и селекција у инлајн хокеју. 

## Савез у бројкама
Према подацима ИИХФ из 2013. на подручју под ингеренцијом мађарског савеза регистровано је 3.913 играча, односно 697 играча у сениорској (209 мушкараца и 488 жена) и 3.216 у јуниорској конкуренцији. Судијску лиценцу поседовао је 91 арбитар. Хокејашку инфраструктуру која је у одличном стању чини 18 затворених и још 18 отворених терена. 